# Drapelul Paraguayului

Steagul național al Paraguayului. Proporțiile steagului sunt 11:20

Drapelul Paraguayului (spaniolă: Bandera de Paraguay) este drapelul statului Paraguay și a fost adoptat pentru prima dată în 1842. Designul său, un tricolor roșu-alb-albastru, a fost inspirat de culorile drapelului olandez, despre care se crede că semnifică independența și libertatea. Drapelul este neobișnuit, deoarece diferă pe părțile sale avers și revers: pe aversul drapelului este prezentată stema națională, iar pe revers sigiliul tezaurului. Acesta a fost revizuit în 2013 pentru a aduce steagul mai aproape de designul său original. Are un raport de 11:20.

## Descriere
Adoptat oficial în 1842, fiecare parte a acestui steag tricolor conține un tricolor orizontal în culorile roșu, alb și albastru cu emblema națională centrată pe banda albă. Emblema de pe partea aversă este stema națională a Paraguayului: o stea galbenă cu cinci vârfuri înconjurată de o coroană verde în care sunt îmbinate frunze de palmier și de măsline, înconjurate de două cercuri concentrice între care sunt scrise cuvintele REPUBLICA DEL PARAGUAY („Republica Paraguay” în spaniolă).
Culorile drapelului se crede că sunt inspirate din drapelul Franței pentru a arăta independența și libertatea, iar stema reprezintă independența Paraguayului. Emblema de pe partea revers este sigiliul tezaurului: un leu galben sub o bonetă frigiană roșie plasată în vârful unui stâlp (simbolizând curajul) și cuvintele Paz y Justicia („pace și dreptate”). Diferențele dintre părțile avers și revers provin din perioada în care José de Francia a fost la putere (1814-1840). Pe 15 iulie 2013, steagul a fost modificat. Stema a fost simplificată, iar designul a fost modificat pentru a fi apropiat de forma sa originală.

## Drapele istorice

Drapelul colonial al Paraguayului (1506-1700)
Drapelul colonial al Paraguayului din 1700 până în 1785
Paraguay în drapelul spaniol (1785-1811)
Primul drapel povizoriu din 1811. Proporții: 2:3
Al doilea drapel provizoriu din 1811. Proporții: 2:3
Al doilea drapel provizoriu din 1811 până în 1812. Proporții: 2:3
Drapelul din 1812 până în 1826. Proporții: 1:2
Drapelul din 1826 până în 1842. Proporții: 2:3
Drapelul din 1842 până în 1954. Proporții: 2:3
Drapelul din 1842 până în 1954 (revers). Proporții: 2:3
Drapelul din 1954 până în 1988. Proporții: 1:2
Drapelul din 1954 până în 1988 (revers). Proporții: 1:2
Drapelul din 1988 până în 1990. Proporții: 3:5
Drapelul din 1988 până în 1990 (revers). Proporții: 3:5
Drapelul din 1990 până în 2013. Proporții: 11:20